# Everyhome
「everyhome」（エヴリホーム）は、鬼束ちひろの12枚目のシングル。

## 解説
2007年5月30日に発売。作詞・作曲は鬼束ちひろ、編曲・音楽プロデュースは小林武史。
実質上の活動休止からの復帰シングル。前作「育つ雑草」から実に2年7ヶ月振りのリリースとなる。この作品より音楽プロデューサーに小林武史を迎えている。また、この作品からは所属事務所であるNAPOLEON RECORDSと、マネジメントを一部請け負う烏龍舎との共同マネジメントで作品をリリースすることとなる。
かねてから小林の音楽性や創作スタイルに共感し、特にYEN TOWN BANDのサウンドに強く惹かれていた鬼束が小林に会うことを切望し、2005年の夏に初対面を果たす。2006年春にデモテープを小林に渡し、その数日後にスタジオに入りデモセッションをしてタイトル曲である「everyhome」が生み出された。小林は鬼束の楽曲のクオリティーの高さとアーティスト性を高く評価し、鬼束のサポートを決めたというが、当時まだ楽曲のストックが少なかったため、鬼束は同年を楽曲制作にあてたという。レコーディングがスタートしたのは翌2007年2月頃であり、ライブフェスティバルイベント『AP BANG! 東京環境会議 vol.1』開催の直前までレコーディングが行われた。
楽曲は全て鬼束のボーカルと小林のピアノ（「秘密」のみキーボード）が同時収録されている。また小林は、鬼束のアーティストとしての個性を重視した上であくまでアレンジャーとしての作業を中心として行い、詞曲はほとんど修正していないという。
鬼束ちひろのシングル作品中では、オリジナル曲3曲収録というのは初の試みである。またこの作品にはインストゥルメンタルが収録されていないが、これは前述の通り歌唱と鍵盤を同時収録した所以によるものである。インストゥルメンタルが収録されないのは5thシングル「infection/LITTLE BEAT RIFLE」以来であり、本作以降のシングルにはインストゥルメンタルは収録されなくなる。
発売に先駆けて5月2日に携帯音楽配信サイト『レコード会社直営♪サウンド』において「everyhome」「MAGICAL WORLD」の2曲が着うたにて配信が開始された。着うたの先行配信は自身にとって初の出来事である。また同日より店舗限定で各地のCDショップにて先行試聴が開始された。プロモーションビデオも久々に撮影され、5月18日よりスペースシャワーTVにてオンエアが開始された。

## 収録曲
1. everyhome [5:54]
  - 作詞・作曲：鬼束ちひろ／編曲：小林武史
  - 毎日放送『Hz』2007年6月度エンディングテーマ

ピアノのみというシンプルな構成で制作されたバラード。2007年3月17日に行われたap bankによるライブフェスティバルイベント『AP BANG! 東京環境会議 vol.1』で初披露され、その際もピアノ1本のみで歌唱された。楽曲の存在自体は、同年2月に発売された『ROCKIN'ON JAPAN』3月号（ロッキング・オン社刊）の記事によって比較的早い時期に明らかになっていた。同年5月に発売された同誌6月号の独占インタビューによれば、本人曰く、「風が大きなテーマになっている」「映画『フォレスト・ガンプ』を観ていたら曲が出来た」という。本人は作曲の際には数時間で書き上げるというが、この曲は3日とそれまでにはない長時間をかけて作曲したといい、テレビ朝日系『ミュージックステーション』（2007年6月1日放送）に出演した際にも「（曲が降りて来つつ）3日かかった」と発言している。
ちなみに同誌で存在が明らかとなっていた「Angelina」「NOW」はこのCDには収録されなかったが、「Angelina」はアルバム『LAS VEGAS』に、「NOW」は次回作となる「僕等 バラ色の日々」のカップリング曲として収録された。
プロモーションビデオはポルノグラフィティなどのプロモーションビデオを手掛けた牧鉄馬が手掛けており、ピアノの伴奏で小林武史も出演している。
2. MAGICAL WORLD [4:49]
  - 作詞・作曲：鬼束ちひろ／編曲：小林武史

ピアノとチェロのみで歌唱されたバラード。タイトル曲「everyhome」と同様、『AP BANG! 東京環境会議 vol.1』にてタイトル不明の新曲として初披露され、ライブでも同様にピアノとチェロをバックに歌い上げられた。本人曰く「小林武史のイメージをもってして曲を作った」「寂しい部分も持っている人なのではないかと想像して書いた」という。
3. 秘密 [4:19]
  - 作詞・作曲：鬼束ちひろ／編曲：小林武史

CD発売まで未発表となっていた新曲。バンドサウンドであることが日経BP社刊『日経エンタテインメント!』2007年6月号によって楽曲の発表前に明らかにされた。

## 収録アルバム
everyhome
- 『LAS VEGAS』
- 『"ONE OF PILLARS" 〜BEST OF CHIHIRO ONITSUKA 2000-2010〜』
- 『GOOD BYE TRAIN 〜ALL TIME BEST 2000-2013』
- 『REQUIEM AND SILENCE』

MAGICAL WORLD
- 『LAS VEGAS』※アルバムバージョンとして収録
- 『GOOD BYE TRAIN 〜ALL TIME BEST 2000-2013』
- 『REQUIEM AND SILENCE』